# Ferdinand Siebert (Historiker)

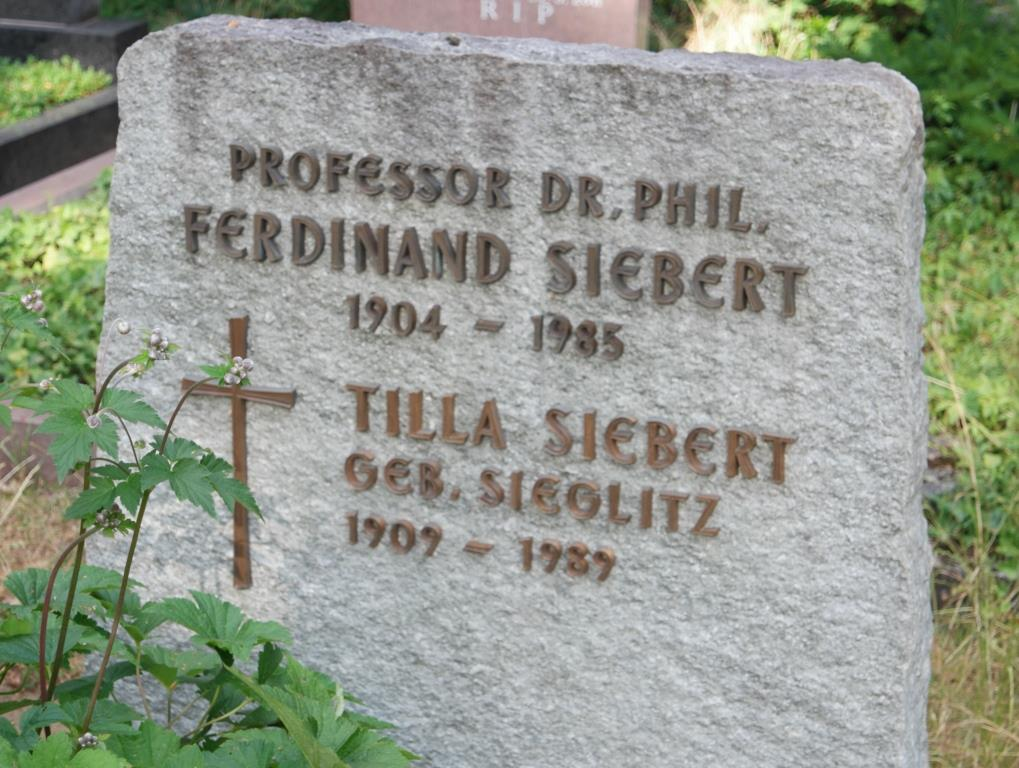
Grab von Ferdinand Siebert auf dem Hauptfriedhof Mainz

Ferdinand Camille Siebert (* 26. Februar 1904 in Kaysersberg; † 7. Januar 1985 in Mainz) war ein deutscher Historiker.

## Leben
Siebert arbeitete von 1930 bis 1944 am Deutschen Historischen Institut in Rom (DHI).
Er war zudem zeitweise Mitarbeiter beim Befehlshaber der Sicherheitspolizei und des SD in Verona und Leiter des Deutschen Kulturinstituts in Padua.
Von 1950 bis 1951 war er Dozent für mittelalterliche Geschichte in München. Ab 1956 war er Professor für Neuere Geschichte an der Johannes Gutenberg-Universität Mainz. 1981 gehörte Siebert zu den Unterzeichnern des Heidelberger Manifestes.
Siebert war Wissenschaftlicher Rat am „Lehrstuhl für Mittlere und Neuere Geschichte, Neueste Geschichte“. Diesen Lehrstuhl hatte der Professor Eberhard Kessel (1907–1986) von 1962 bis zu seiner Emeritierung 1972 inne.

## Schriften
- Aristide Briand 1862–1932. Ein Staatsmann zwischen Frankreich und Europa. Rentsch, Erlenbach/Zürich 1973
- Die Verbundenheit des deutschen und italienischen Schicksals in der Einigungszeit. In: Die deutsch-italienischen Beziehungen im Zeitalter des Risorgimento: Referate u. Diskussion d. 8. Dt.-ital. Historikertagung, Braunschweig, 24.–28. Mai 1968. Limbach, 1970
- Italiens Weg in den Zweiten Weltkrieg. Athenäum Verlag, 1962.
- Der deutsch-italienische Stahlpakt. Vierteljahrshefte für Zeitgeschichte, 1959, Heft 4, S. 574–598
- Zwischen Kaiser und Papst. Kardinal Truchseß von Waldburg und die Anfänge der Gegenreformation in Deutschland. Berlin 1943.
- Ferdinand Siebert: Waldburg Otto. In: Michael Buchberger (Hrsg.): Lexikon für Theologie und Kirche. 1. Auflage. Band 10. Herder, Freiburg im Breisgau 1938.

## Sonstiges
Sieberts Witwe übergab dem DHI im Jahr 1990 Material für den zweiten, nicht mehr zustande gekommenen Teil von Sieberts Lebenserinnerungen für die Jahre 1932–1943.